# Bicci di Lorenzo
Bicci di Lorenzo (Florence, 1373 - 1452) est un peintre de l'école florentine de la Renaissance, fils du peintre Lorenzo di Bicci et père du peintre Neri di Bicci.

## Biographie
Il est né à Florence en 1373, fils du peintre Lorenzo di Bicci, dont il rejoint l'atelier. Il se marie en 1418 et, en 1424, il est inscrit à la Guilde des peintres de Florence. Son fils, Neri di Bicci, également peintre, reprend l'atelier familial. Bicci di Lorenzo meurt à Florence en 1452 et est enterré à Santa Maria del Carmine.
Après ses premiers travaux - essentiellement des fresques - en collaboration avec son père, il reçoit un certain nombre de commandes importantes, notamment, selon Vasari, de la part des Médicis pour un cycle de fresques représentant des hommes illustres pour le palais des Médicis. Pour l'Opera del Duomo, il peint des fresques des apôtres. Il a également peint un Saint Cosmas et un Saint Damien, ainsi que des fresques représentant la dédicace de l'église elle-même pour Sant'Egidio dans l'hôpital de Santa Maria Nuova.
Parmi ses œuvres majeures, on peut citer la Vierge au trône, aujourd'hui conservée à la Galerie nationale de Parme, les Trois scènes de la vie de saint Nicolas, un triptyque dans la cathédrale de Fiesole, et une Nativité dans l'église de San Giovannino dei Cavalieri à Florence. Il a peint à fresque l'entrée de la chapelle des Compagni dans l'église de Santa Trinita, et dans la région de Florence, on trouve des fresques à l'oratoire de Sant'Antonio Abate, à Pescia, à Empoli et à Lastra a Signa. Des panneaux en tempera représentant les saints Jean-Baptiste et Miniato et les saints Antoine et Étienne se trouvent au musée de la Légion d'honneur de San Francisco.
Il fut un représentant prolifique du gothique international et  influencé par Lorenzo Monaco et Gentile da Fabriano.
Andrea di Giusto a été son élève et dans son atelier, situé près de la Piazza Tasso in Oltrarno, furent formés, entre autres, Masaccio et son frère Lo Scheggia.

## Carrière et style
Sa formation a dû se dérouler dans l'atelier de son père Lorenzo di Bicci et sous l'influence d'Agnolo Gaddi. Tout au long de sa longue vie, il est influencé par Lorenzo Monaco et par les relations avec les peintres de la région des Marches travaillant à Florence, en particulier avec Gentile da Fabriano. Gentile s'inspira de la Madone du retable des Quaratesi (1425), une œuvre de Gentile, pour celle (1433) qui se trouve aujourd'hui à la Galleria di Parma (les latérales se trouvent à la Pinacothèque Stuart dans la même ville), et copia librement sa prédelle dans l'exécution des histoires de saint Nicolas (deux au Metropolitan Museum de New York et une à l'Ashmolean Museum d'Oxford) qui ornaient la marche de son œuvre démembrée. Parfois, comme dans la Nativité (1435) de San Giovannino dei Cavalieri à Florence, il trouve, avec une certaine résonance de Beato Angelico, des accords spirituels avec les Siennois, comme Giovanni di Paolo et Sano di Pietro. Dans ses œuvres ultérieures, il adopte une structure formelle un peu plus large, qui n'est toutefois pas à mettre en relation avec le fait qu'en 1441, Bicci di Lorenzo a aidé Domenico Veneziano à réaliser les fresques disparues de S. Egidio ; car la Renaissance n'exerçait aucune fascination sur le nôtre, qui est toujours resté résolument gothique.

## Œuvres
À Florence
- Natività (1435), église San Giovannino dei Cavalieri
- Incoronazione della Vergine, basilique Santa Trinita,
- Saint Jude Thaddée, fragment d'une fresque en tempera enlevée de la nef du Dôme de Florence durant la restauration du XVIIe siècle menée par Baccani, conservée au Museo dell'Opera del Duomo
- Noces mystiques de sainte Catherine d'Alexandrie, église Santa Felicita
- Trityque et Tre storie di San Niccolò, Duomo de Fiesole,
- Madonna in trono e santi, San Felice in Piazza
- Fresque, église Santa Maria Vergine della Croce al Tempio
- Annonciation,
- Uomini Illustri, fresques du palais Medici (détruites mais attestées par Giorgio Vasari),

Dans le reste de l'Italie
- San Niccolò da Tolentino protegge Empoli dalla peste, Collegiata di Sant'Andrea, Empoli,
- Madonna in Trono (1433), Galleria Nazionale de Parme
- Les Évangélistes, fresques sur la voûte de l'abside  de la basilique San Francesco, travaux interrompus par sa mort en 1452 et dont la suite fut confiée à Piero della Francesca (La Légende de la Vraie Croix),

Ailleurs en Europe
- Le Baptême du Christ, peinture sur bois, musée des beaux-arts de Nantes[2]